# 1964 في البرازيل
فيما يلي قوائم الأحداث التي وقعت خلال عام 1964 في البرازيل.

## أحداث
- 1 أبريل – انقلاب البرازيل 1964

## سياسة

### تعيين في المنصب
- 15 أبريل – هومبرتو دي إلينكار كاستيلو برانكو رئيس البرازيل.

### انتهاء فترة المنصب
- 1 أبريل – جواو غولار رئيس البرازيل.
- 8 يونيو – جوسيلينو كوبيتشيك عضو مجلس الشيوخ من البرازيل.

## مواليد

### يناير
- 12 يناير – فالدو فيليو لاعب كرة قدم برازيلي.

### فبراير
- 16 فبراير – بيبيتو لاعب كرة قدم برازيلي.

### أبريل
- 4 أبريل – برانكو لاعب ومدرب كرة قدم برازيلي.
- 6 أبريل – جيوفاني فاريا دا سيلفا لاعب كرة قدم برازيلي.

### مايو
- 8 مايو – جيري ماتوس فيريرا لاعب كرة قدم برازيلي.
- 24 مايو – رولاندو فيريرا لاعب كرة سلة برازيلي.

### يونيو
- 8 يونيو – أنطونيو كاهلوز سانتوس لاعب كرة قدم برازيلي.
- 14 يونيو – ألكسندر دا سيلفا لاعب كرة قدم برازيلي.

### يوليو
- 9 يوليو – جواو باولو لاعب كرة قدم برازيلي.
- 19 يوليو – ماورو ريبيرو درّاج طريق برازيلي.

### أغسطس
- 17 أغسطس – جورجينيو لاعب كرة قدم برازيلي.

### سبتمبر
- 2 سبتمبر – سيلسو لويس غوميز لاعب كرة قدم برازيلي.

### ديسمبر
- 13 ديسمبر – ريكاردو غوميش لاعب كرة قدم برازيلي.

## وفيات

### فبراير
- 9 فبراير – آري باروسو (مواليد 1903)